# Прапор Волочиського району
Прапор Волочиського району — офіційний символ Волочиського району Хмельницької області України, затверджений рішенням XVII сесії районної ради 28 лютого 2007.

## Опис
Прапор району являє собою прямокутне полотнище із співвідношенням сторін 2:3. Прапор складається з двох різноколірних частин утворених в результаті скошення з права наліво. Права частина синього, ліва — червоного кольорів. В центрі полотнища зображення малого герба району.